# セント・ジョン・ザ・ディヴァイン大聖堂
セント・ジョン・ザ・ディヴァイン大聖堂（英語: Cathedral of St. John the Divine）は、アメリカ合衆国ニューヨーク市マンハッタン区にあるキリスト教米国聖公会ニューヨーク主教区の聖堂である。アメリカ最大級の教会建築とされる。

## 概要
マンハッタンの10番街北部の名称である「アムステルダム・アベニュー」に面している。ニューヨークの米国聖公会コミュニティーの中心的施設であり、カトリックのセント・パトリック大聖堂とよく比較される。
大聖堂は現在も細々と建設中である。完成するとセビリア大聖堂を抜いて世界最大のゴシック大聖堂となる予定である。未完成でも十分に巨大であり、聖公会の聖堂の中でリヴァプール大聖堂と最大の座を争っている。この聖堂はまた、世界で4番目に大きいキリスト教教会である。建物面積は11,200㎡、長さは183m、高さは70mである。身廊内部の高さは37mである。

## 歴史
1889年、ビザンチン・ロマネスク折衷様式の大聖堂の計画案がまとまり、1892年に建設が始まった。しかし、1909年にゴシック・リヴァイヴァル建築に設計を変更する混乱があり、第一次世界大戦や世界恐慌が続いたため工事は大幅に遅れた。1941年、内陣と身廊が完成し大聖堂の使用を開始した。第二次世界大戦後は資金不足により建設は長期間中断した。
1980年代に建設が再開されたが南塔の一部など僅かな進展にとどまった。2001年12月18日に大火事があり、修復のために一時閉鎖され、2008年11月に再開された。完成の見通しは立っておらず、この聖堂はよく未完成のセント・ジョン (St. John the Unfinished) というあだ名で呼ばれる。補修工事は現在でも続けられている。

## ギャラリー

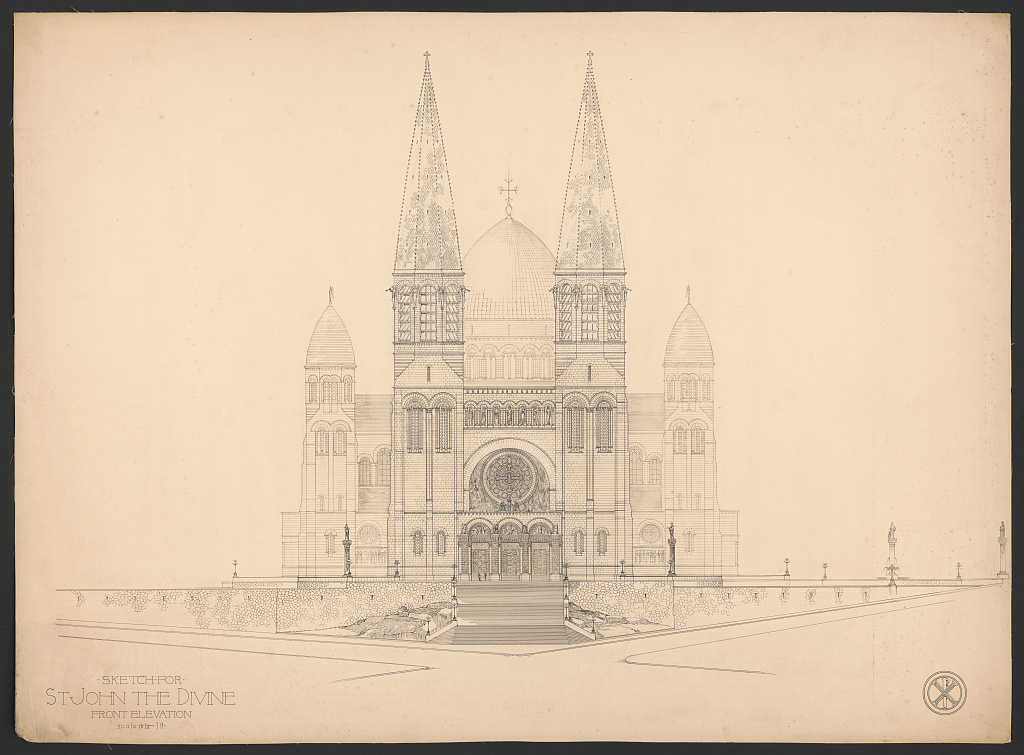
西 立面図
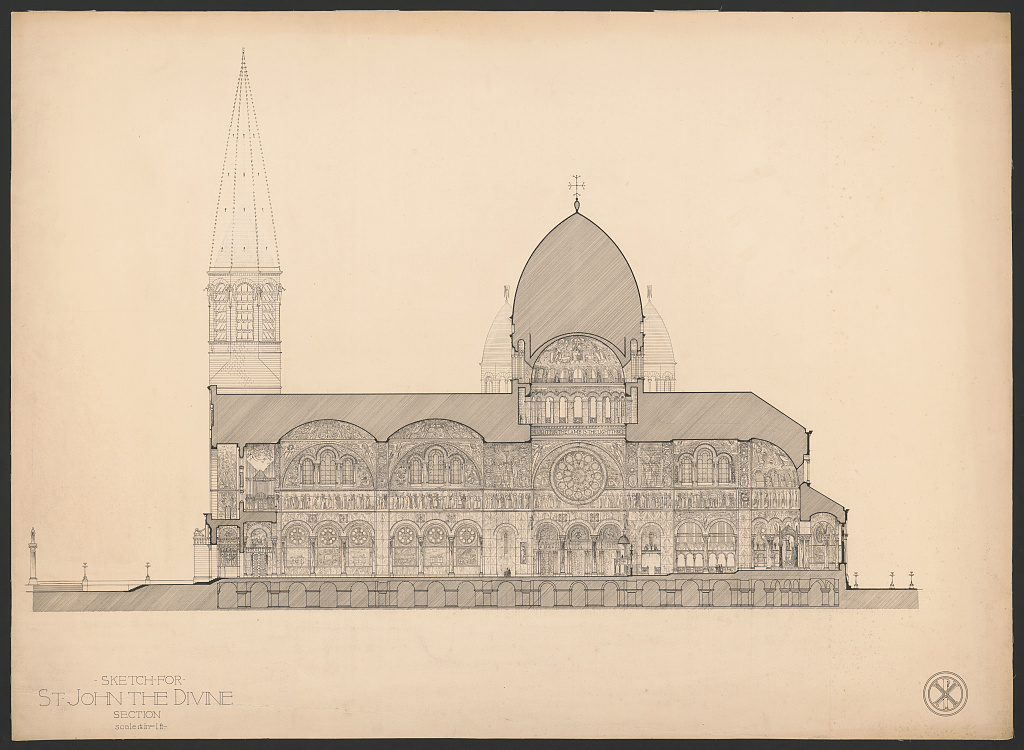
南 立面図
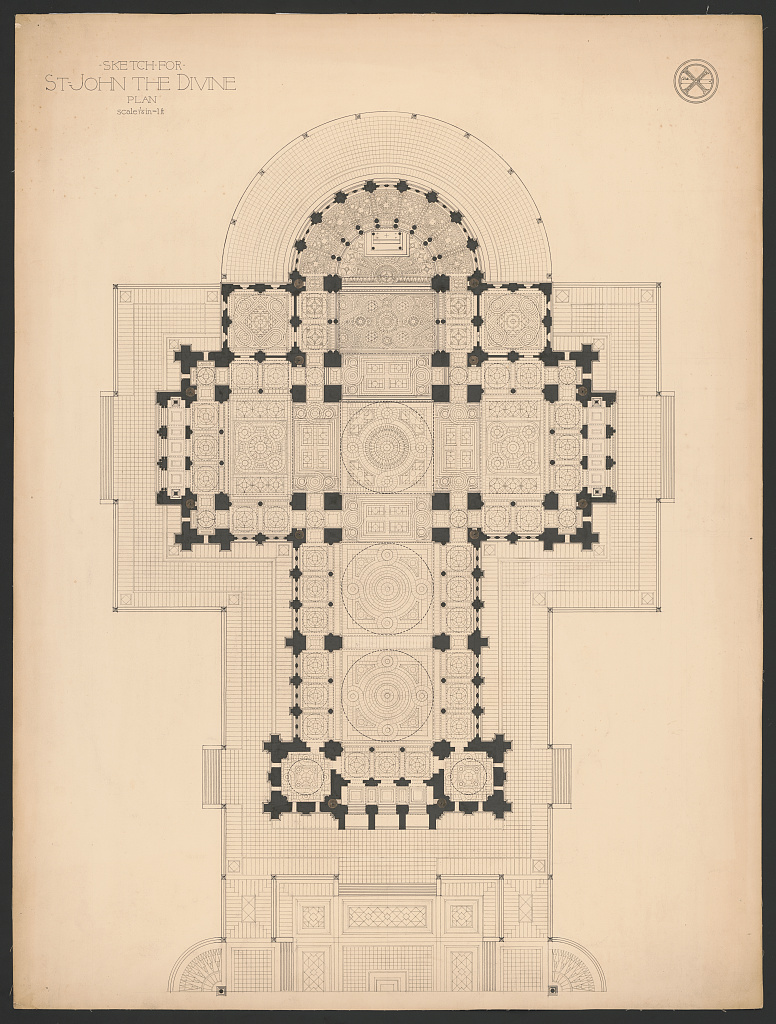
平面図
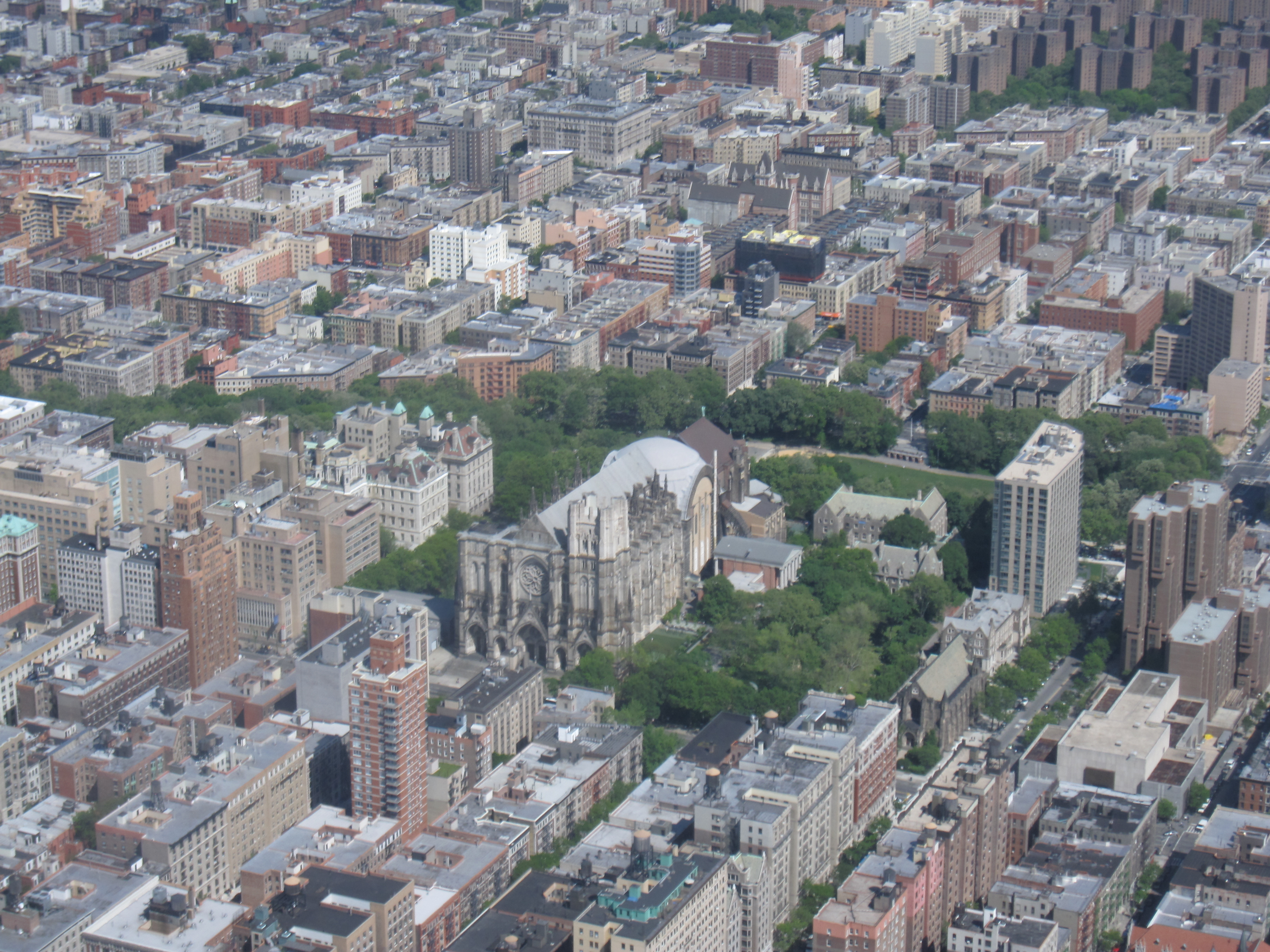
鳥瞰
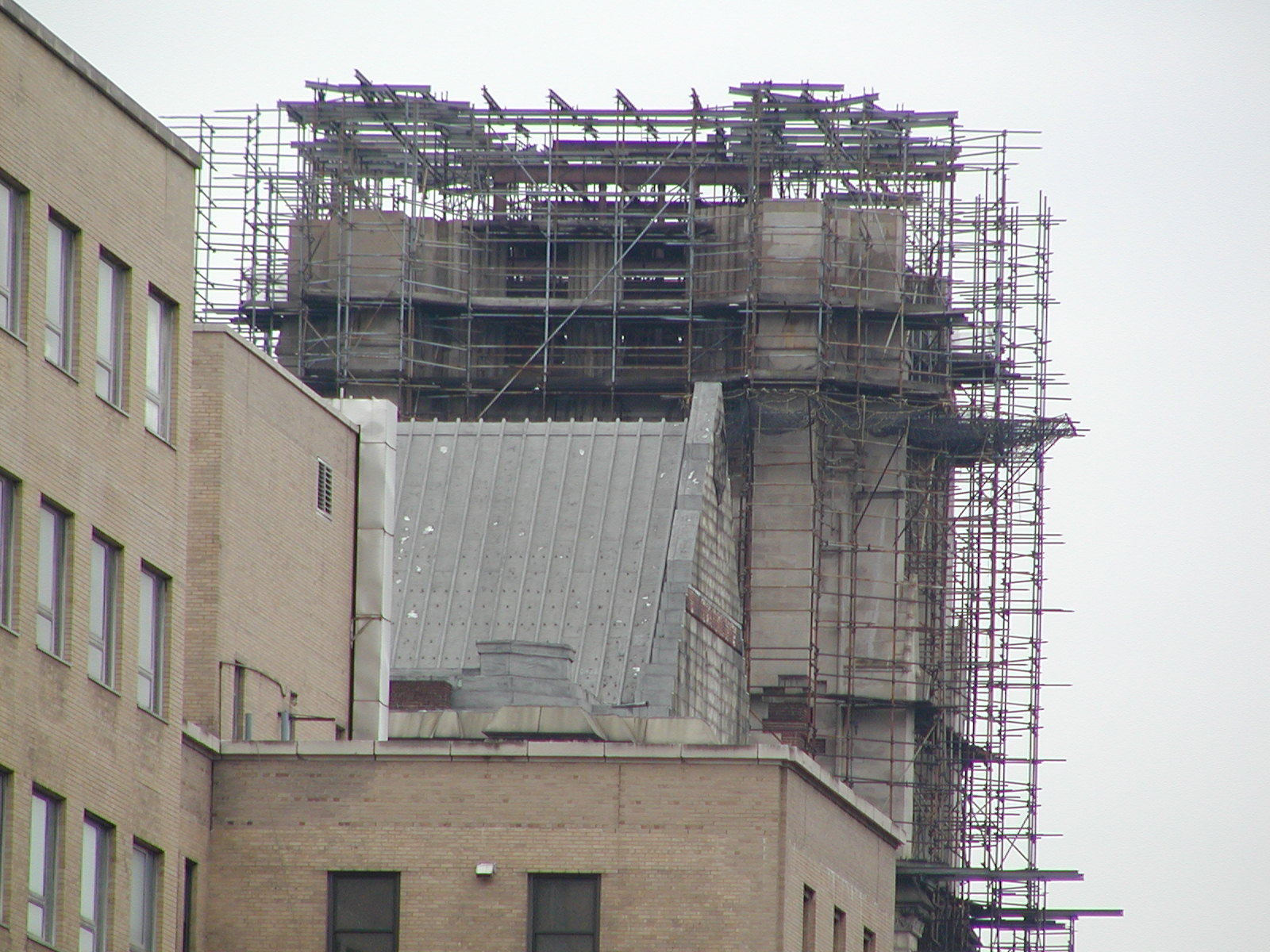
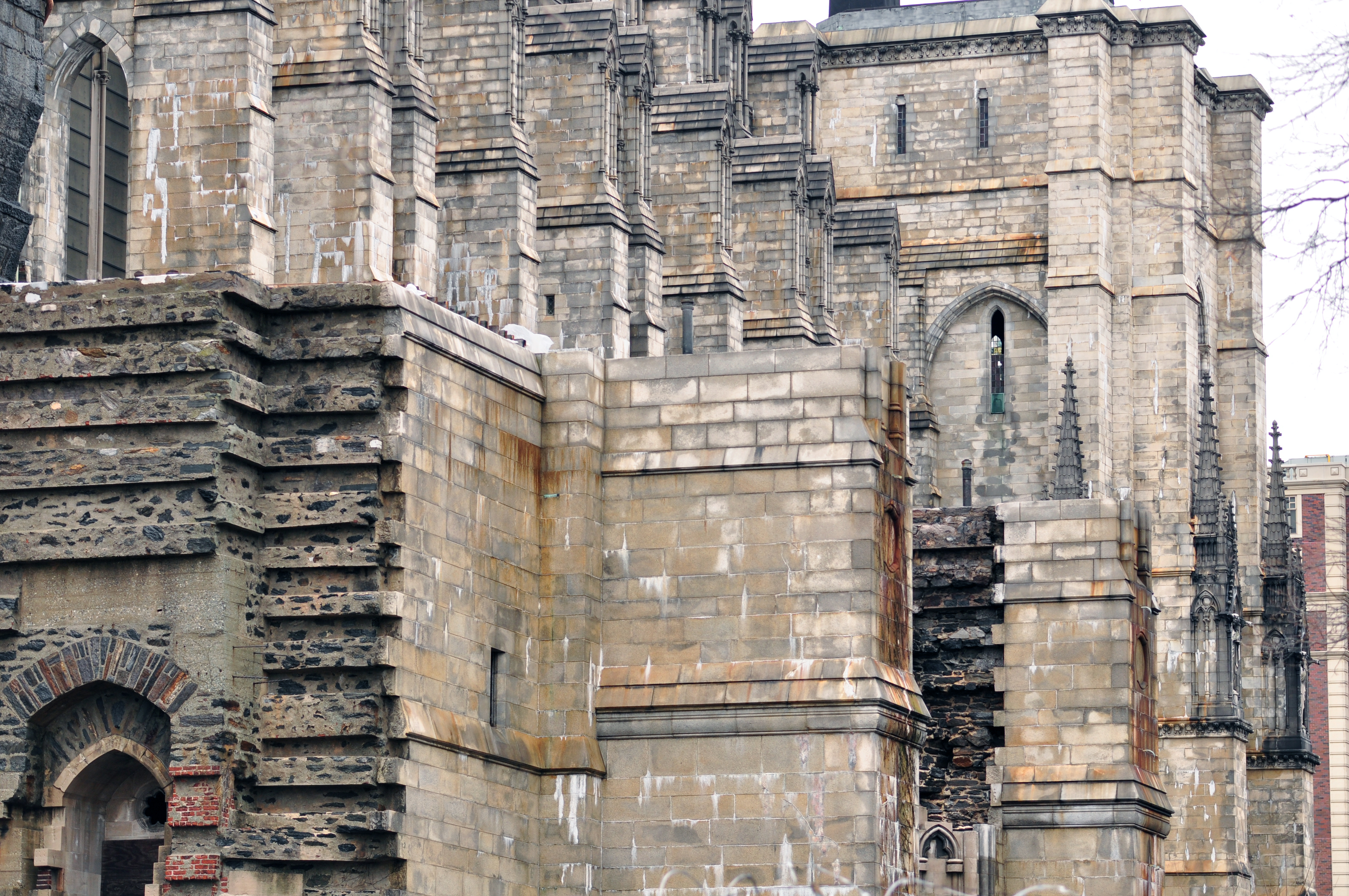
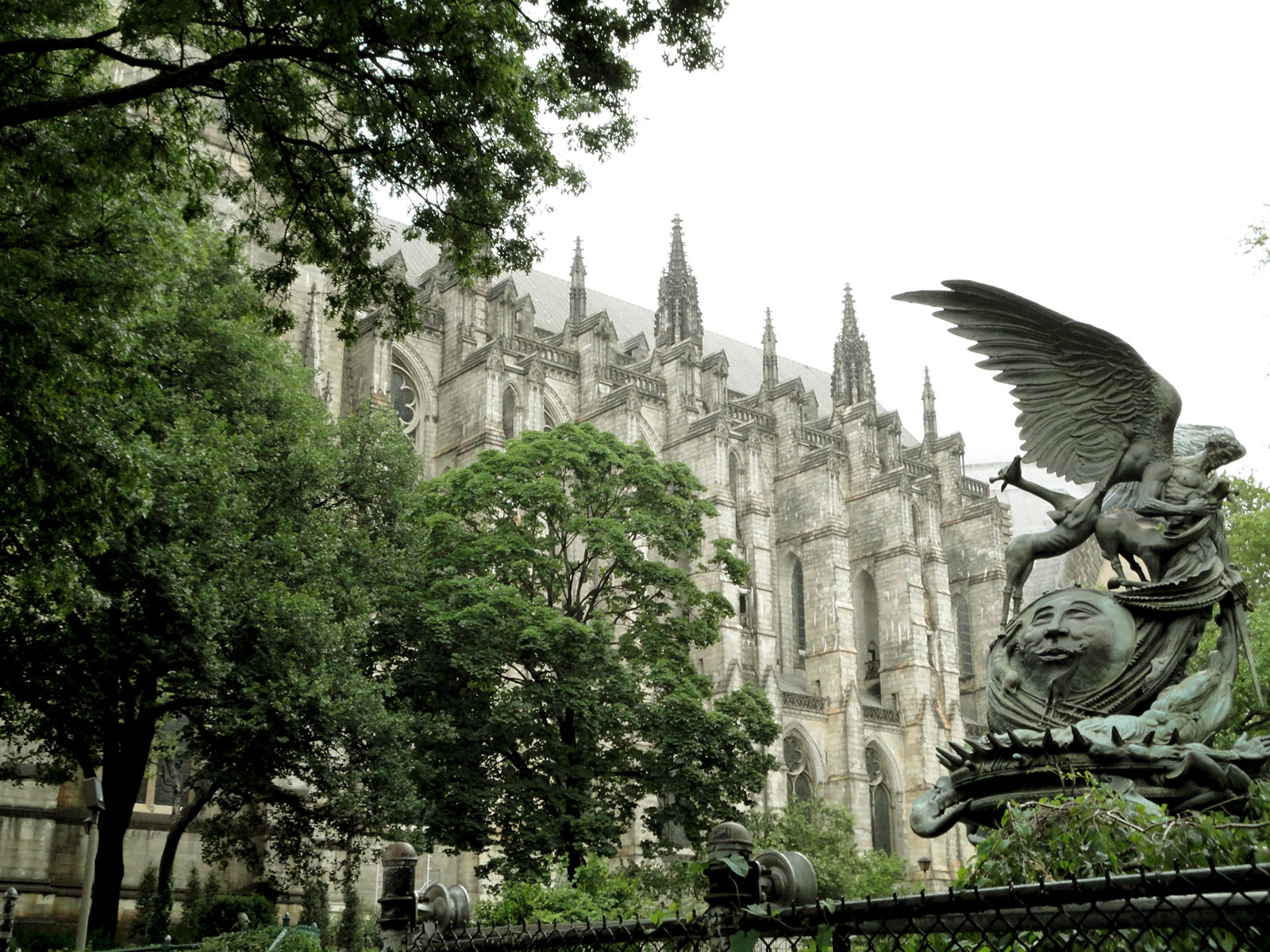
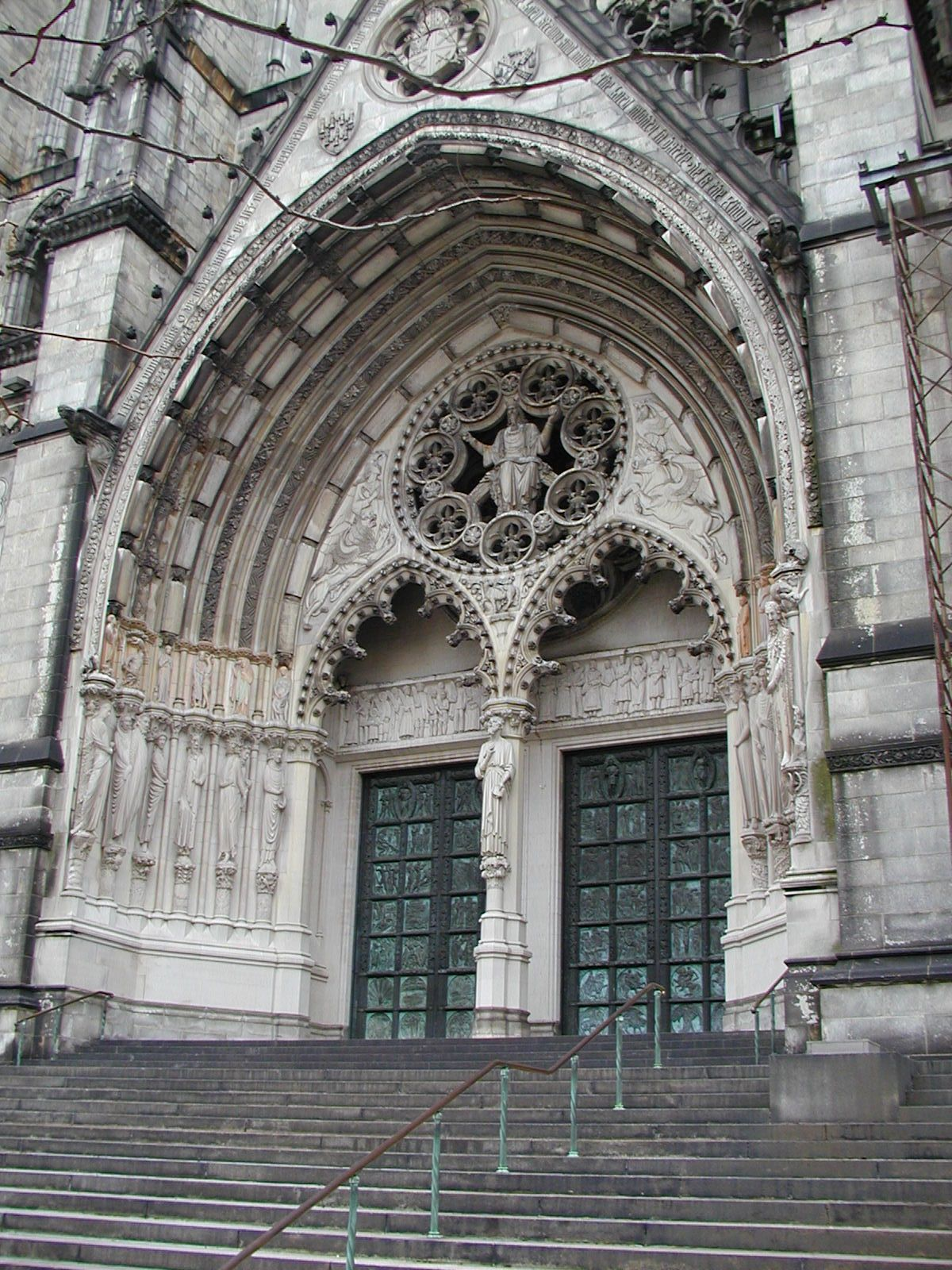
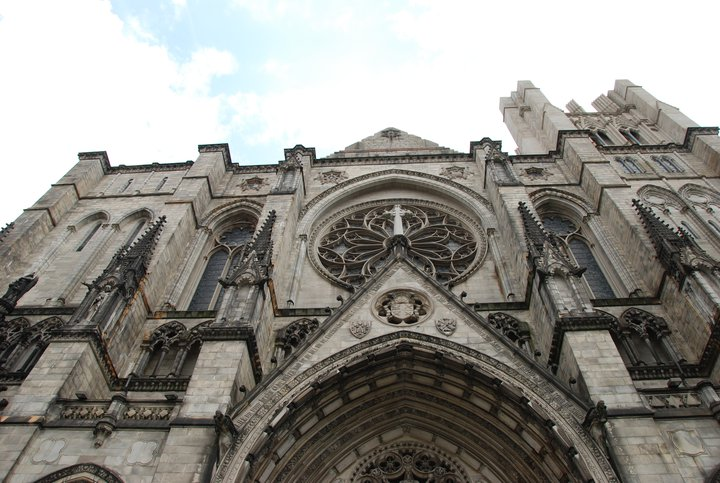
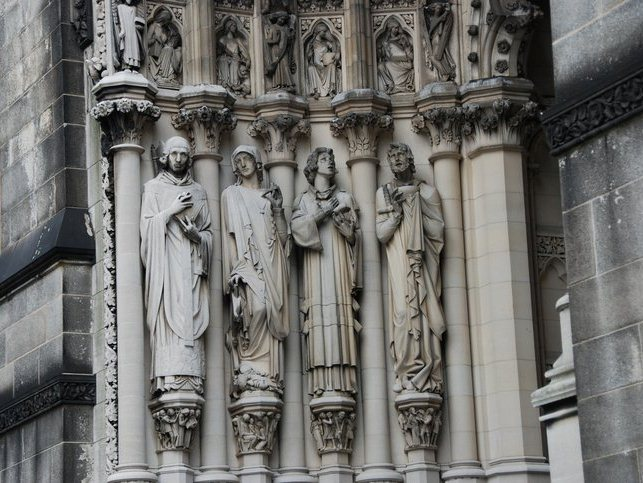
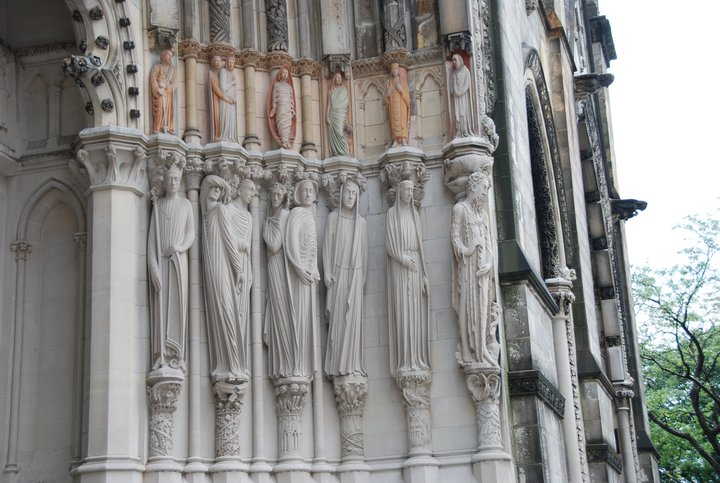
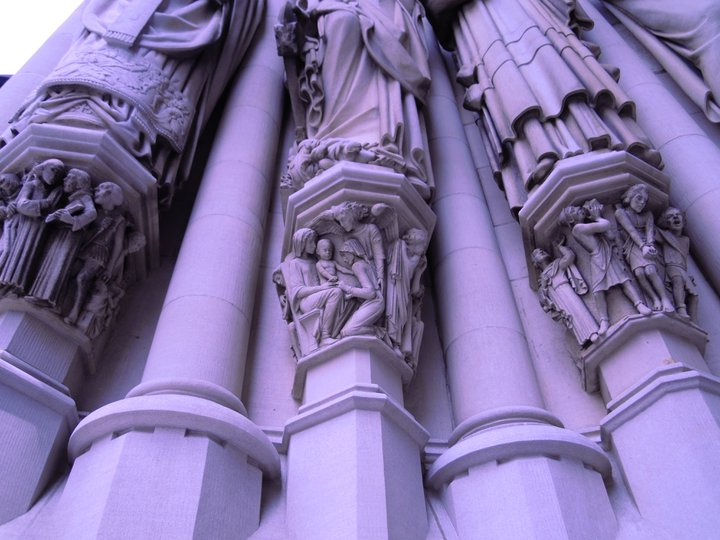
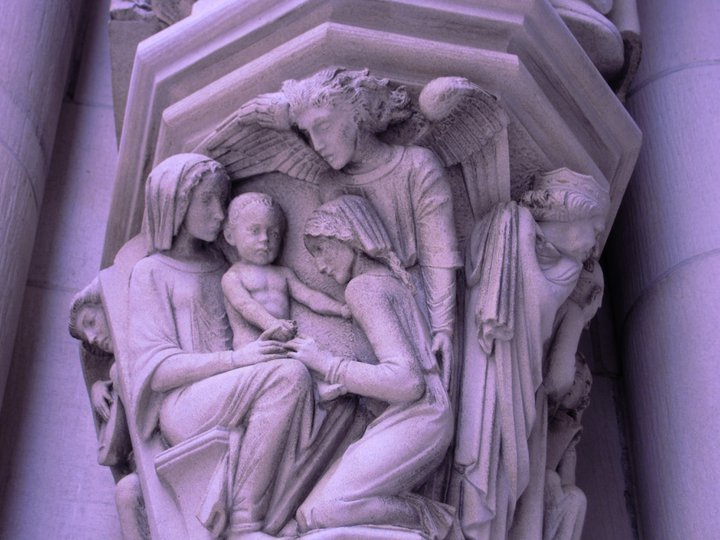
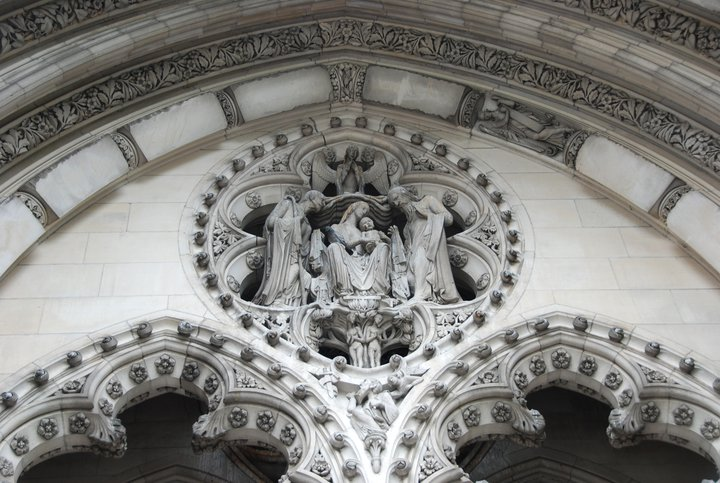
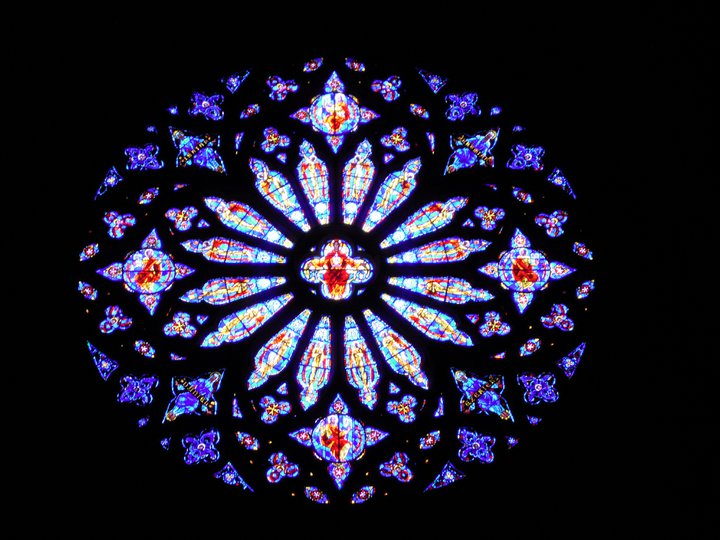
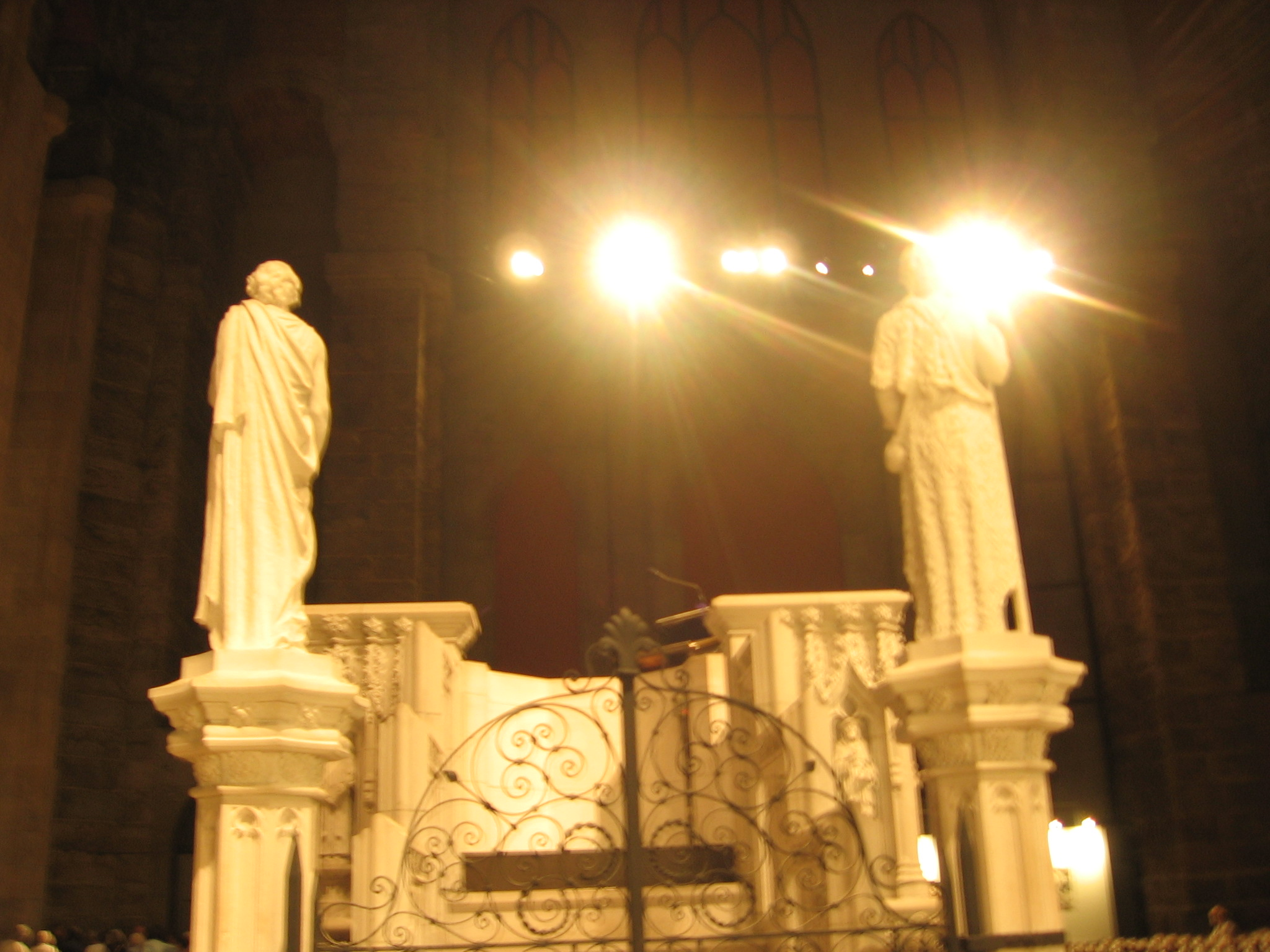